# Vissersbastion

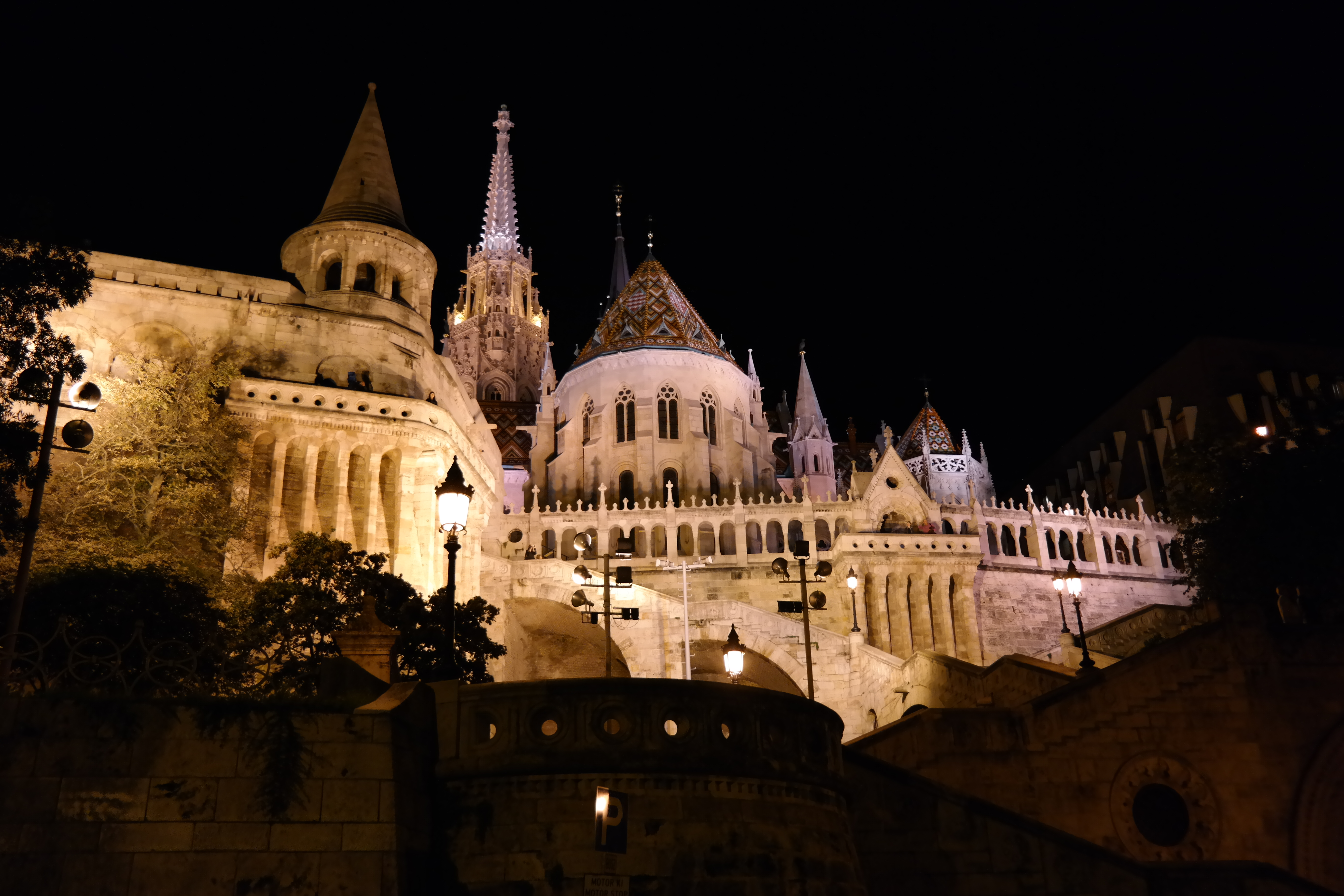
Het Vissersbastion bij nacht

Het Vissersbastion (Halászbástya) is een bekend bouwwerk in Boedapest. Het bevindt zich aan de rivierzijde van de Burchtheuvel, District I, en verrees tussen 1895 en 1901 naar een neoromaans ontwerp van Frigyes Schulek. Mede vanwege het uitzicht wordt het bouwwerk veelvuldig bezocht.
Over de juiste oorsprong van de naam bestaat geen zekerheid. Waarschijnlijk komt de naam van de vissers die beneden in de Waterstad (Viziváros) woonden en hier hun vismarkt hielden. Het kan ook zijn dat de naam voortkomt uit het feit dat dit deel van de burchtmuur van oudsher werd verdedigd door de vissers van Buda.
Het is geen vesting (bastion) maar een terras met sneeuwwitte natuurstenen muren, trappen, torens en arcaden. Schulek wilde de door hem gerestaureerde Matthiaskerk met dit gebouw een waardige entourage verlenen. Vanaf het bastion gaat een imposante trap met aan beide zijden armleuningen en 145 treden naar beneden naar de Waterstad. Op het plein tussen de Matthiaskerk en het Vissersbastion staat het standbeeld van koning Stefanus I van Hongarije
Het Vissersbastion wordt weerspiegeld in de goudgele ramen van het naastgelegen Hiltonhotel.
Het bouwwerk biedt uitzicht over de Donau, op de stadsdelen van Pest met het opvallende parlementsgebouw en op de Gellértberg.